# 大仏山公園
大仏山公園（だいぶつやまこうえん）は、三重県伊勢市・多気郡明和町・度会郡玉城町にまたがる都市公園。三重県の設置する三重県営大仏山公園と伊勢市の設置する伊勢市大仏山公園スポーツセンターがある。
公園の設置されている大仏山は、標高約50mの伊勢平野の中で独立した丘陵であり、東西約2km、南北約1kmに及んでいる。スポーツやレクリエーション活動の場として利用されるのみならず、市街地近郊の貴重な里山として生物多様性保全上重要な里地里山に選定されており、自然環境の保全の場ともなっている。

## 園名の由来
公園名の「大仏山」の由来は諸説あり、いずれも大仏と関係を有する。大仏の制作に関わる説が2つあるが、それを裏付ける確たる証拠はない。
1. 天平神護2年（766年）に大神宮寺の丈六仏像をこの地で鋳造したことに由来する[8]。
2. 多気郡斎宮村（現・明和町斎宮）の蓮光寺の大仏像の原木をこの地から切り出したことに由来する[8]。
3. 山の姿が大仏が寝そべっているように見えることに由来する[6]。

## 三重県営大仏山公園
公共の福祉に資するため、多様なレクリエーション活動・コミュニティ活動の場として三重県が整備した。原地形を生かしながら、掘削・地ならしを加えて公園として整備した。指定管理者制度を導入しており、伊勢市に本社を置く有限会社太陽緑地が管理を行っている。
主要施設は野球場、テニスコート、中央広場、多目的広場。2019年（平成31年/令和元年）度の公園全体の利用者数は216,216人、有料施設（野球場・テニスコート）の利用料金収入は4,648,210円。野球場は夜間照明を備えるが、夜間の利用は軟式野球のみ許可される。テニスコートでは、平日の利用促進策としてテニス教室を開講している。
- 野球場：1面[9]、センター120m、両翼95m[12]。地図上では玉城町の飛地の中にあるに見えるが、飛地ではなく玉城町本体とつながっている[13]。2019年（平成31年/令和元年）度の利用者数は9,241人[5]。
- テニスコート：6面[9]、うちウレタン系舗装コート2面、人工芝コート4面[1]。明和町の領域にある[13]。2019年（平成31年/令和元年）度の利用者数は12,402人[5]。
- 広場（中央広場、多目的広場[9]、子ども広場、芝生広場[1]）
- ゲートボール場[1]：2019年（平成31年/令和元年）度の利用者数は393人[5]。
- 自然散策路[1]
- 展望台[1]

### 催事
県営大仏山公園の主催イベントとしてスプリングフェスタとオータムフェスタを開催している。2009年（平成21年）から集客拡大策として開始され、当初は春のイベントを「フリーマーケット大会」と位置付けていた。ただし、2009年（平成21年）が初の試みというわけではなく、2002年（平成14年）3月9日に三重県南勢志摩県民局が住民やNPOに企画段階から参加を呼び掛けて「大仏山公園スプリングフェスティバル」を開催しており、フリーマーケットの開催に関しては1994年（平成6年）5月22日に、小俣町大仏山公園スポーツセンター（現・伊勢市大仏山公園スポーツセンター）で開催した「ふれあいまつりイン小俣94年」までさかのぼる。
2014年（平成26年）はスプリングフェスタに約4,000人、オータムフェスタに約4,500人の来場があり、過去最高を記録した。スプリングフェスタはフリーマーケット、ステージでの催し、飲食物の出店があり、オータムフェスタはそれらに加えてゆるキャラの来場やふれあい動物園、白バイ乗車体験などが行われる。

### 夜景
大仏山公園には「展望台」（展望台多目的広場）と「展望広場」の2か所、周囲を見渡すことのできる箇所があり、小規模ながら夜景を鑑賞することができる。どちらへ至る道中にも街灯が設置されていないため、夜景情報サイトでは懐中電灯の持参を推奨している。
展望台（展望台多目的広場）からは北から東方向に眺望が開け、明和町や伊勢市の夜景が鑑賞できる。県営大仏山公園の管理事務所の裏手にあり、展望広場より駐車場から近い。
展望広場は南東方向に視界が開け、伊勢市を中心とした夜景が鑑賞できる。駐車場から街灯のない道を7 - 8分歩く必要がある。夜景としては展望台（展望台多目的広場）よりも優れている。

## 伊勢市大仏山公園スポーツセンター
小俣町（現・伊勢市）が、三重県の所有地11haを買収して設置した施設である。住所は伊勢市小俣町新村605。多目的グランドは完成当時南勢地区最大規模だった面積1.9haの施設で、陸上競技場（400mトラック）として利用でき、野球・サッカーも可能である。マウンテンバイクコースは、1周約750m のダートコースで、三重県に2か所ある通年利用可能なマウンテンバイクコースのうちの1か所である。
- 多目的グラウンド[6][24]：玉城町の飛地の中にある[13]。
- キャンプ場：テント11張[24]。キャンプ利用は有料だが、バーベキューのみの場合は無料で利用できる[27]。いずれも伊勢市小俣総合体育館にて事前予約が必要[27]。
- マウンテンバイクコース[6][24]
- 芝生広場[23]
- 冒険の丘 - アスレチックを設置[23]。
- 展望台[24]
- 散策コース[24]
- 吊り橋 - 多目的グラウンド（第1期工事区画）と芝生広場（第2期工事区画）を結ぶ[23]。

## 歴史
新全国総合開発計画の時代、1968年（昭和43年）に策定された当時の通商産業省の構想試案で日本全国4か所に大規模な産業集積地を造ることが掲げられ、その中の1つに三重県の「中南勢地域開発構想」が挙がった。この構想にはトヨタ自動車などが興味を示し、伊勢市の沖合を埋め立てて大規模な工業地帯の建設が試みられた。開発を見越した三重県住宅供給公社は1971年（昭和46年）から1973年（昭和48年）にかけて大仏山周辺の土地94haを買収し、住宅開発を企図した。1974年（昭和49年）には皇學館大学考古学研究会が調査に入り、チャート製の石器や讃岐岩製の石鏃を発見した。ところが四日市ぜんそくの被害が広く知られるようになり、漁業者の反対もあって1976年（昭和51年）には工業地帯の建設計画は中止、住宅開発も幻となった。
そこで三重県は72haを公園として整備し、残りを工業団地として開発することに計画を変更した。総合保養地域整備法（リゾート法）に基づく「三重サンベルトゾーン」構想の一環で、民間によるリゾート開発を支援するために道路、公園、上下水道といったインフラストラクチャーを県が整備する事業の1つに大仏山公園を位置付けたのである。1985年（昭和60年）に県営大仏山公園の建設に着手、三重県まちづくり特別債を利用し56億8千万円をかけて1988年（昭和63年）8月1日に11.2haで部分開業した。前日には開園式を挙行している。建設工事の副産物として多数の植物化石、亜炭、珪化木が発見され、少量の琥珀も見つかっている。
県営公園に続き、1992年（平成4年）5月に当時の小俣町が大仏山公園スポーツセンターを着工し、多目的グラウンドなどを整備した第1期工事を1994年（平成6年）に、第2期工事を1995年（平成7年）に終え、同年4月に全面開園させた。第1期の完成記念行事として小俣町民体育祭と小俣まつりを1994年（平成6年）に限り統合して「ふれあいまつりイン小俣94年」を開催、以後小俣町民体育祭がここで開催されるようになった。北川正恭が三重県知事だった時代は大規模な行政改革が断行され、1998年（平成10年）には県有地26か所約22,400m2の売却が掲げられたが、大仏山公園は今後の利用を検討するとして保留された。
2004年（平成16年）に大仏山公園周辺に日本オリエンテーリング協会公認のオリエンテーリングの「大仏山」コースが開設された。また同年度にNPO法人うにの郷クラブが公園とその周辺で古道の再生などの活動を開始した。2005年（平成17年）4月8日、県営大仏山公園の計画面積37.26haが全面開園した。それでも公園として計画された土地がまだ約30ha残り、工業団地は2007年（平成19年）7月に野呂昭彦知事が計画断念を表明した。
2008年（平成20年）4月1日から指定管理者制度を導入し、有限会社太陽緑地が指定管理者として県営大仏山公園の管理を開始した。2013年（平成25年）・2018年（平成30年）の更新により、少なくとも2023年（令和5年）3月31日まで有限会社太陽緑地が管理する予定である。2014年（平成26年）10月に老朽化した遊具の撤去と新設、テニスコート2面の砂入り人工芝への改修が行われた。2015年（平成27年）8月29日から8月31日にかけて県営大仏山公園野球場と市大仏山公園スポーツセンター多目的グラウンドを主会場として、第50回全日本大学女子ソフトボール選手権大会が開催された。同年12月18日、環境省は日本全国500か所の重要里地里山を選定し、「大仏山公園および周辺水田」もその1つとして選ばれた。

## 里山・自然観察地としての大仏山
大仏山公園とその周辺は、ため池、小川、田畑、雑木林など里山の生態系が残されており、カヤネズミ、メダカ、オオタカなどの生物が観察されている。開発前の大仏山はマツやヤシャブシを主体とする雑木林であった。地質は西南日本内帯、領家変成帯の花崗岩類を基盤とし、大仏山は新第三紀に属する残丘である。最上部にはチャートなどを含む更新世の段丘堆積物が堆積する。2004年（平成16年）度からNPO法人うにの郷クラブが伊勢参宮街道などの古道再生活動を展開し、2005年（平成17年）にはNPO法人大仏山自然クラブが希少植物の保全を県に要望した。当初、県から提案を受けた関係3市町は保全しても地域活性化にはならないとして消極的な対応を取った が、2015年（平成27年）に「大仏山公園および周辺水田」の名称で重要里地里山に選定された。
一方、大仏山公園周辺は開発計画が頓挫して土地が長年放置された結果、不法投棄が目立ち、シイタケの原木とするために無断で木を伐採する者もいる。県は年1回投棄物の除去を行い、指定管理者制度導入後は指定管理者が処理している。付近には不法投棄をしないよう呼びかける看板が多く見られる。

## 周辺
大仏山公園の周辺は、伊勢市や玉城町の飛地が散在し、市町境が複雑に入り組んでいる。付近一帯は、旧・度会郡有田村（うだむら）に属していたが、昭和の大合併に際して有田村は分村合併を選択し、玉城町・小俣町（現・伊勢市）・明和町の各一部となり、複雑な境界線が形成された。ここには日本オリエンテーリング協会公認のオリエンテーリングパーマネントコースである「大仏山」コース（No.781）が設置されている。
鉄道利用の場合、近鉄山田線明野駅より徒歩15 - 30分である。自動車利用の場合、伊勢自動車道玉城ICからおよそ30分、または三重県道37号鳥羽松阪線湯田交差点から北上し約5分を要する。駐車場は110台収容可能である。
- 明和町立明星小学校
- 伊勢市立明野小学校
- 三重県立明野高等学校
- 明野駐屯地